# Cimetière de Bois-Colombes
Le cimetière de Bois-Colombes est un cimetière communal se trouvant avenue de l'Égalité à Asnières-sur-Seine dans les Hauts-de-Seine.

## Historique
Ce cimetière est contigu au cimetière nouveau d'Asnières-sur-Seine.
Il a été créé en 1896 sur le terrain auparavant occupé par la redoute de Gennevilliers, une fortification de Paris, construite en 1870 dans le cadre de l'enceinte de Thiers dont le tracé est suivi par l'avenue de la Redoute, toute proche.
On y trouve un monument aux Morts de la guerre de 1870.
La chapelle funéraire du commandant José Guimaraes et les sépultures de Blanche Meurisse et de Fernand Ros sont inscrites à la base Mérimée du patrimoine architectural.

## Personnalités inhumées
Par date de décès 
- Théodore Collignon (1853-1918), abbé de l'église Notre-Dame-de-Bon-Secours à Bois-Colombes[4].
- Eugène Guérard (1859-1931), secrétaire du Syndicat national des chemins de fer et 4e Secrétaire général de la CGT[5],[6].
- Adolphe Guyot (1910-1941), militant communiste, guillotiné le 24 septembre 1941 pour militantisme[7]. Il aurait été confondu avec Raymond Guyot[8]. Une rue de Bois-Colombes porte son nom.
- Claude Billand (1923-1944)[9], tombé lors des combats pour la Libération de Paris le 25 août 1944[10].
- Archevêque Paul (ru) (Evgueni Pavlovitch Golichev) (1914-1979), archevêque de l'Église orthodoxe russe.

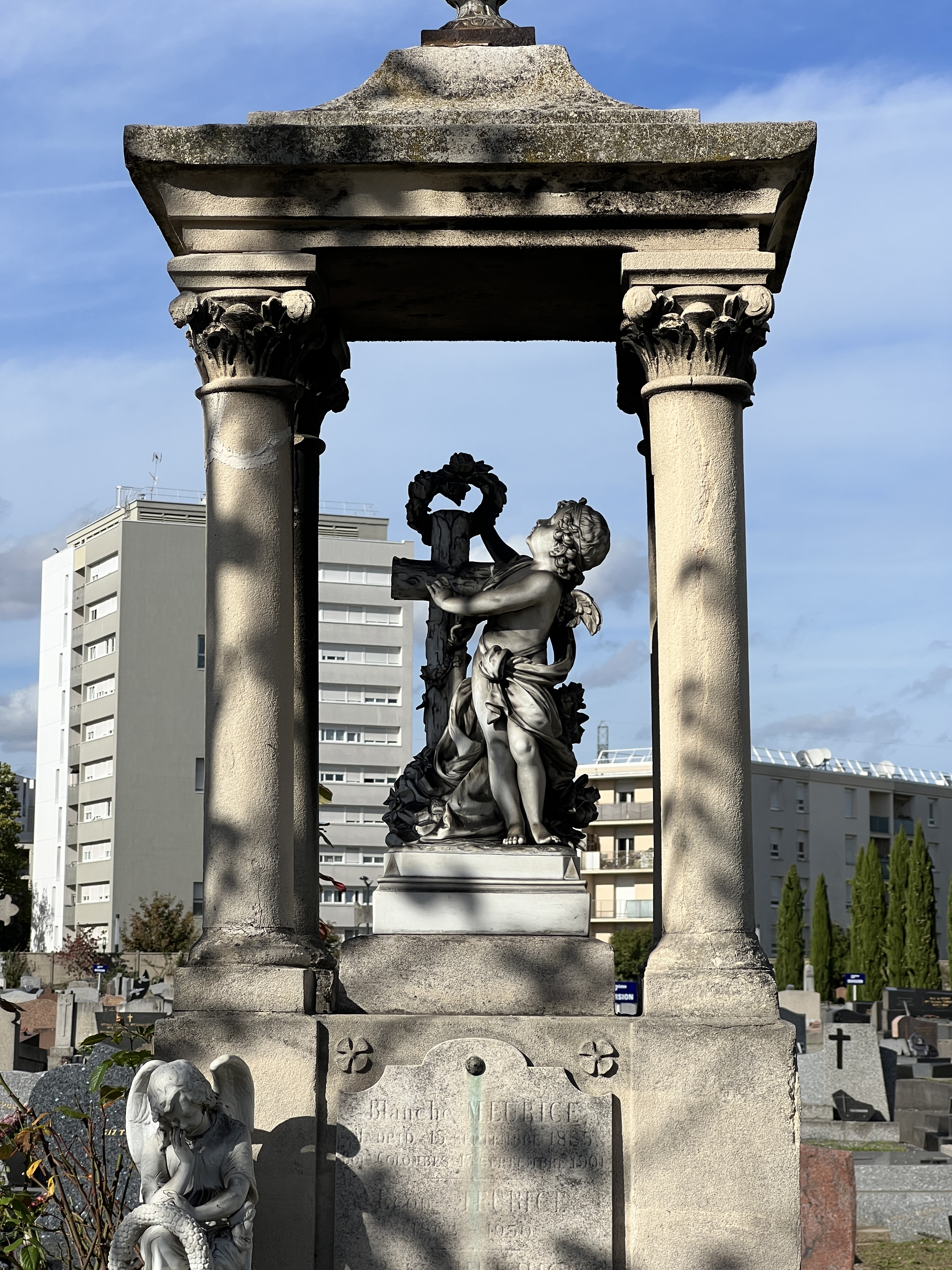
Sépulture de Blanche Meurisse, inscrite sur la base Mérimée du patrimoine architectural.